# Giovanni Battista Grimaldi

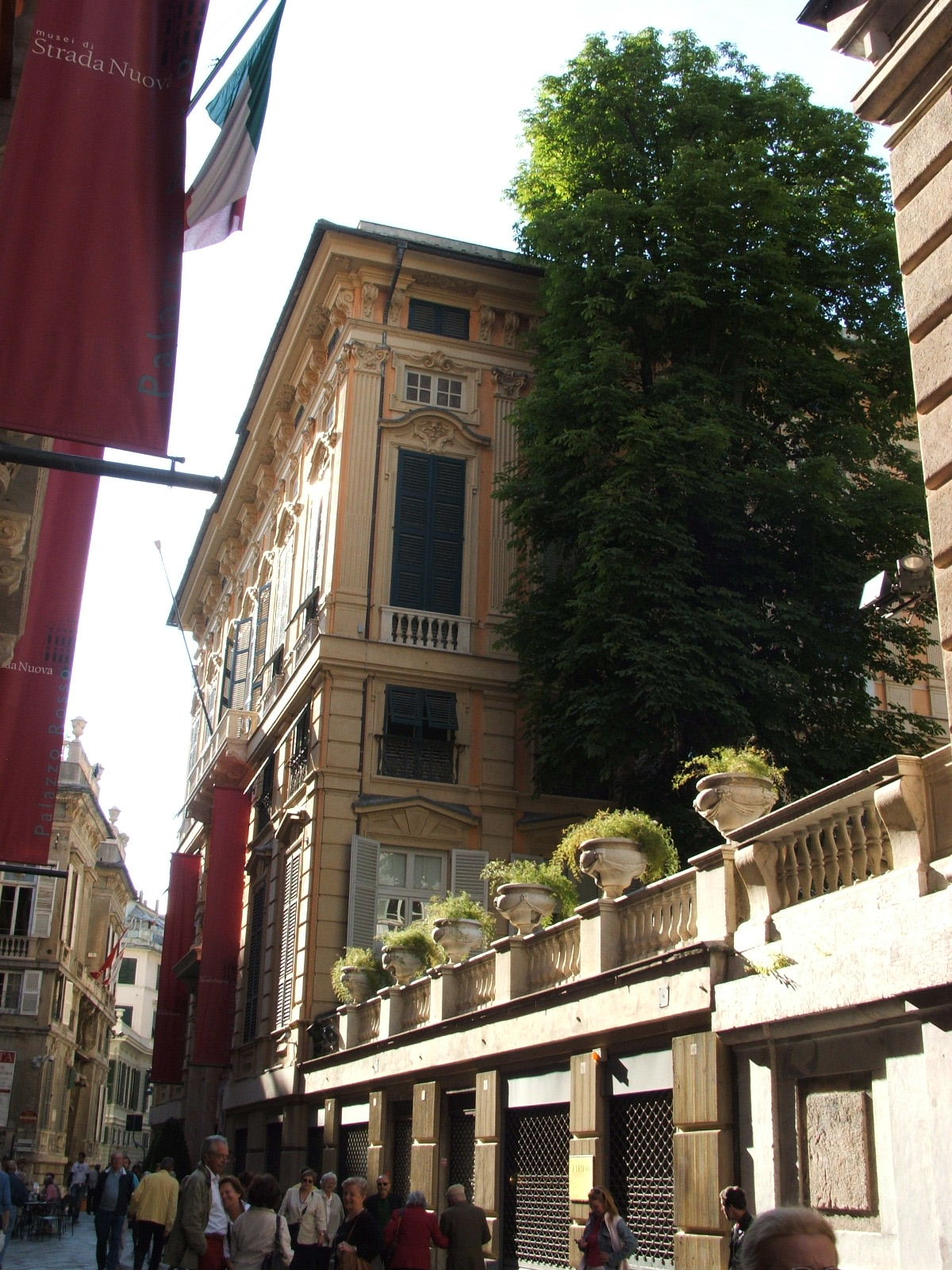
Palazzo Bianco w Genui

Giovanni Battista Grimaldi  (ur. 1678; zm. 1757) – genueński polityk.
Od 7 czerwca 1752 do 7 czerwca 1754 roku był dożą Republiki Genui.